# 강원특별자치도의회의원 목록
다음은 강원특별자치도의회의원 49명의 명단이다.

## 의원 목록
| 선거구           | 이름   | 소속정당     | 관할구역                                                             | 비고 |
| ---------------- | ------ | ------------ | -------------------------------------------------------------------- | ---- |
| 춘천시 제1선거구 | 박관희 | 국민의힘     | 동산면, 신동면, 남면, 동내면, 남산면, 강남동                         |      |
| 춘천시 제2선거구 | 김희철 | 국민의힘     | 교동, 조운동, 약사명동, 근화동, 소양동, 효자1동, 효자3동             |      |
| 춘천시 제3선거구 | 박기영 | 국민의힘     | 후평1동, 후평2동, 후평3동                                            |      |
| 춘천시 제4선거구 | 이무철 | 국민의힘     | 효자2동, 석사동                                                      |      |
| 춘천시 제5선거구 | 정재웅 | 더불어민주당 | 퇴계동                                                               |      |
| 춘천시 제6선거구 | 양숙희 | 국민의힘     | 신북읍, 동면, 북산면                                                 |      |
| 춘천시 제7선거구 | 박찬흥 | 국민의힘     | 서면, 사북면, 신사우동                                               |      |
| 원주시 제1선거구 | 박길선 | 국민의힘     | 문막읍, 지정면, 부론면, 귀래면                                       |      |
| 원주시 제2선거구 | 박윤미 | 더불어민주당 | 호저면, 무실동                                                       |      |
| 원주시 제3선거구 | 김기홍 | 국민의힘     | 중앙동, 원인동, 일산동, 태장1동, 태장2동                             |      |
| 원주시 제4선거구 | 최재민 | 국민의힘     | 학성동, 단계동, 우산동                                               |      |
| 원주시 제5선거구 | 하석균 | 국민의힘     | 소초면, 개운동, 명륜1동, 봉산동, 행구동                              |      |
| 원주시 제6선거구 | 원제용 | 국민의힘     | 흥업면, 판부면, 신림면, 명륜2동                                      |      |
| 원주시 제7선거구 | 류인출 | 더불어민주당 | 단구동                                                               |      |
| 원주시 제8선거구 | 전찬성 | 더불어민주당 | 반곡관설동                                                           |      |
| 강릉시 제1선거구 | 박호균 | 국민의힘     | 성산면, 왕산면, 구정면, 강동면, 옥계면, 내곡동, 강남동               |      |
| 강릉시 제2선거구 | 심오섭 | 국민의힘     | 홍제동, 중앙동, 교1동                                                |      |
| 강릉시 제3선거구 | 김용래 | 국민의힘     | 옥천동, 포남1동, 성덕동                                              |      |
| 강릉시 제4선거구 | 권혁열 | 국민의힘     | 주문진읍, 사천면, 연곡면, 경포동                                     |      |
| 강릉시 제5선거구 | 최승순 | 국민의힘     | 교2동, 포남2동, 초당동, 송정동                                       |      |
| 동해시 제1선거구 | 최재석 | 국민의힘     | 송정동, 북삼동, 북평동, 삼화동                                       |      |
| 동해시 제2선거구 | 김기하 | 국민의힘     | 천곡동, 부곡동, 동호동, 발한동, 묵호동, 망상동                       |      |
| 태백시 제1선거구 | 이한영 | 국민의힘     | 황지동, 황연동, 삼수동, 구문소동, 철암동                             |      |
| 태백시 제2선거구 | 문관현 | 국민의힘     | 상장동, 문곡소도동, 장성동                                           |      |
| 속초시 제1선거구 | 강정호 | 국민의힘     | 영랑동, 동명동, 금호동, 교동, 대포동, 청호동                         |      |
| 속초시 제2선거구 | 김시성 | 국민의힘     | 조양동, 노학동                                                       |      |
| 삼척시 제1선거구 | 조성운 | 국민의힘     | 도계읍, 하장면, 미로면, 신기면, 교동, 성내동                         |      |
| 삼척시 제2선거구 | 심영곤 | 국민의힘     | 원덕읍, 근덕면, 노곡면, 가곡면, 남양동, 정라동                       |      |
| 홍천군 제1선거구 | 이영욱 | 국민의힘     | 홍천읍, 북방면                                                       |      |
| 홍천군 제2선거구 | 홍성기 | 국민의힘     | 화촌면, 두촌면, 내촌면, 서석면, 영귀미면, 남면, 서면, 내면           |      |
| 횡성군 제1선거구 | 한창수 | 국민의힘     | 횡성읍, 공근면, 서원면                                               |      |
| 횡성군 제2선거구 | 최규만 | 국민의힘     | 우천면, 안흥면, 둔내면, 갑천면, 청일면, 강림면                       |      |
| 영월군 제1선거구 | 김길수 | 국민의힘     | 영월읍 일부, 상동읍, 산솔면, 김삿갓면                                |      |
| 영월군 제2선거구 | 윤길로 | 국민의힘     | 북면, 남면, 한반도면, 주천면, 무릉도원면, 영월읍 일부                |      |
| 평창군 제1선거구 | 지광천 | 국민의힘     | 평창읍, 미탄면, 방림면, 대화면                                       |      |
| 평창군 제2선거구 | 최종수 | 국민의힘     | 봉평면, 용평면, 진부면, 대관령면                                     |      |
| 정선군 선거구    | 김기철 | 국민의힘     | 정선군 전역                                                          |      |
| 철원군 제1선거구 | 김정수 | 국민의힘     | 철원읍, 동송읍                                                       |      |
| 철원군 제2선거구 | 엄기호 | 국민의힘     | 김화읍, 갈말읍, 서면, 근남면, 근북면, 근동면, 원남면, 원동면, 임남면 |      |
| 화천군 선거구    | 박대현 | 국민의힘     | 화천군 전역                                                          |      |
| 양구군 선거구    | 이기찬 | 국민의힘     | 양구군 전역                                                          |      |
| 인제군 선거구    | 엄윤순 | 국민의힘     | 인제군 전역                                                          |      |
| 고성군 선거구    | 김용복 | 국민의힘     | 고성군 전역                                                          |      |
| 양양군 선거구    | 진종호 | 국민의힘     | 양양군 전역                                                          |      |
| 비례대표         | 이승진 | 더불어민주당 | 강원특별자치도 일원                                                  |      |
| 비례대표         | 이지영 | 더불어민주당 | 강원특별자치도 일원                                                  |      |
| 비례대표         | 유순옥 | 국민의힘     | 강원특별자치도 일원                                                  |      |
| 비례대표         | 원미희 | 국민의힘     | 강원특별자치도 일원                                                  |      |
| 비례대표         | 임미선 | 국민의힘     | 강원특별자치도 일원                                                  |      |

## 같이 보기
- 강원특별자치도의회